# Chaeb
Chaeb o Chhaeb es uno de los siete distritos que forman la provincia camboyana de Preah Wijía, con una población estimada en marzo de 2008 de 16 731 habitantes. Está dividido en las siguientes  comunas (khum), que se muestran asimismo con población estimada de 2008:
- Chhaeb Muoy 3,406
- Chhaeb Pir 2,641
- Kampong Sralau Muoy 2,754
- Kampong Sralau Pir 1,760
- Mlu Prey Muoy 1,695
- Mlu Prey Pir 1,691
- Sangkae Muoy 1,346
- Sangkae Pir 1,438[1]